# IGS Nordend

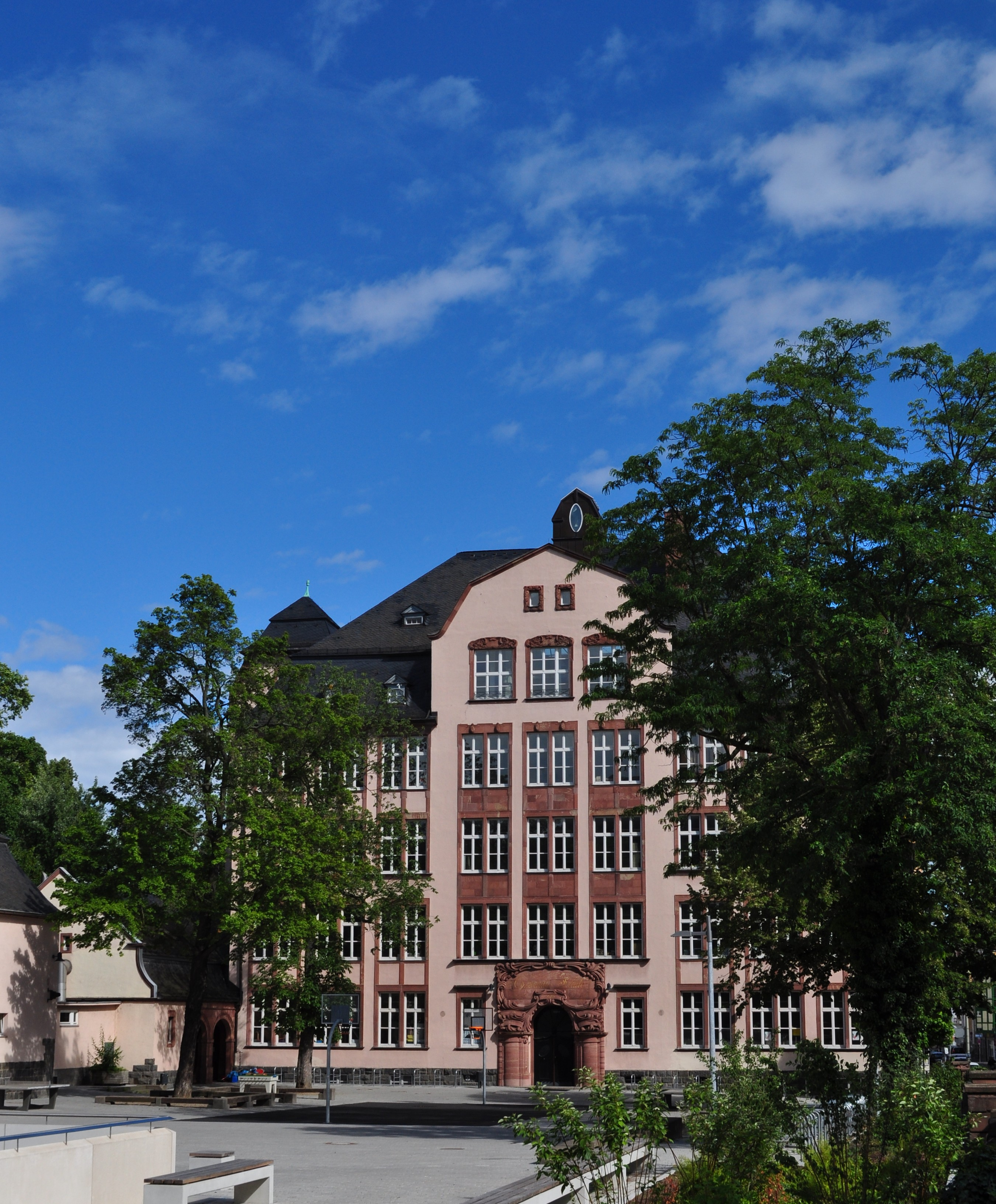
Comeniusschule

Die IGS Nordend ist eine integrierte Gesamtschule in Frankfurt am Main.
Die Zwillingsgebäude der heutigen IGS Nordend wurden 1906 in Architekturformen des Neobarock und des Jugendstils nach einem Entwurf des Frankfurter Stadtbaurats Gustav Schaumann unter Mitarbeit von Ingenieur R. Restle errichtet. Sie wurden ursprünglich als Jungen-Volksschule (Günthersburgschule) und Mädchen-Volksschule (Comeniusschule) genutzt.
Die Gesamtschule wurde 1989 durch einen Beschluss des Magistrats der Stadt Frankfurt am Main in den Gebäuden der Günthersburgschule und der Comeniusschule eingerichtet. Die Schule enthält die Jahrgänge der Schulklassen  fünf bis zehn; sie wurde erstmals 1996 mit allen Jahrgängen belegt.